# Diner Dash 2: Restaurant Rescue
Diner Dash 2: Restaurant Rescue è il secondo episodio della serie di videogiochi Diner Dash. L'episodio precedente si chiama Diner Dash ed è stato seguito da Diner Dash: Flo on the Go e Diner Dash: Hometown Hero.

## Trama
Flo, una cameriera di successo, ha appena visto le notizie locali in cui l'onorevole Big, un avido padrone di ristoranti, sta per distruggere il Caffè dell'amica Darla. Lei corre ad aiutare lei e i suoi amici, ferma il bulldozer e il signor Big dà loro la possibilità di guadagnare i soldi necessari per pagare gli arretrati, così Flo comincia ad aiutare i suoi amici per guadagnare il denaro necessario.

## Informazioni
In questo gioco, Flo aiuta tutti i ristoranti più popolari di proprietà di suoi amici a guadagnare popolarità sufficiente per tenerli in affari, oppure avranno di fronte la demolizione per fare strada alla costruzione di un grande ristorante.

## Caratteristiche
- 5 nuovi ristoranti
- 4 nuovi tipi di clienti
- Nuovi power-up e posti a sedere
- Nuovi aggiornamenti delle decorazioni